# 니콜 앤더슨
니콜 게일 앤더슨(Nicole Gale Anderson, 1990년 8월 29일 ~ )은 미국의 배우이다.

## 출연 작품
- 네버 (2013)
- 테러라인 (2013)
- 루크웜 (2012)
- 퀸카로 살아남는 법 2 (2011)
- 17인의 피고인 (2009)
- 조나스, 우리는 스타! (2009)
- 프린세스 (2008)

### 텔레비전
- 메이크 잇 오어 브레이크 잇 (2009-12)
- 미녀와 야수 (2012-16)